# Pirydynolina
Pirydynolina (Pyr) − marker resorpcji układu kostnego, charakteryzuje czynność osteoklastów.
Pirydynolina, podobnie jak dezoksypirydynolina, tworzy wiązania międzycząsteczkowe w dojrzałych formach kolagenu typu I, II i III.
Pirydynolina nie jest metabolizowana w organizmie i wydalana jest przez nerki. Oznaczanie jej poziomu wykonuje się w moczu. Jej dobowe wydalenie podlega rytmowi dobowemu, najwyższe wartości występują nad ranem, najmniejsze po południu, co powinno być uwzględniane przy analizie wyników. Jej poziom fizjologicznie wzrasta u dzieci i w okresie menopauzy